# 田冲
田冲（1916年—1999年），原名田馨田，男，汉族，原籍湖南桃源，生于江西南昌，中国话剧表演艺术家，曾任中国戏剧家协会理事。